# Wolseley
La Wolseley era una casa automobilistica inglese fondata nel 1901. Dal 1926 venne assorbita da altre aziende, ma il marchio Wolseley continuò ad esistere, come marchio di prestigio, fino al 1975.

## Storia
Le origini dell'azienda come casa automobilistica iniziano attorno al 1895, quando il trentenne Herbert Austin, impiegato alla Wolseley Sheep Shearing Company di Birmingham iniziò ad interessarsi al nascente settore automobilistico. Durante l'inverno 1895 costruì una vettura ispirata alle francesi Léon Bollée.
Nel 1897 venne presentata la seconda Wolseley, la “Numero 1”. Era una vettura a tre ruote (una davanti e due dietro) con sospensioni posteriori a ruote indipendenti e motore centrale. Non ebbe alcun successo.
Nel 1899 seguì la “Voiturette”, a quattro ruote. Da quest'auto derivarono le prime Wolseley destinate alla vendita, entrate in produzione nel 1901. In quell'anno la divisione automobilistica della Wolseley venne costituita come società autonoma e ceduta ai fratelli Vickers. Herbert Austin rimase come direttore generale della nuova società fino a quando, nel 1905, si dimise per fondare la Austin Motor Company.
Il posto di Austin fu preso da John Davenport Siddeley, che dopo poco prese il controllo della società sino a quando, nel 1910, la lasciò per fondare la Armstrong Siddeley. Dal 1907 al 1927 fu attiva a Legnano, vicino a Milano, la Wolsit (acronimo di Wolseley Italiana), che produsse autovetture e biciclette su licenza Wolseley.
Nel 1914 la Wolseley aprì delle filiali a Montréal e Toronto e, nel 1918, stipulò accordi in Giappone con la Ishikawajiama Ship Building and Engineering. La joint-venture anglo-giapponese iniziò a produrre auto dal 1922 e, dopo la Seconda guerra mondiale, cambiò nome in Isuzu.

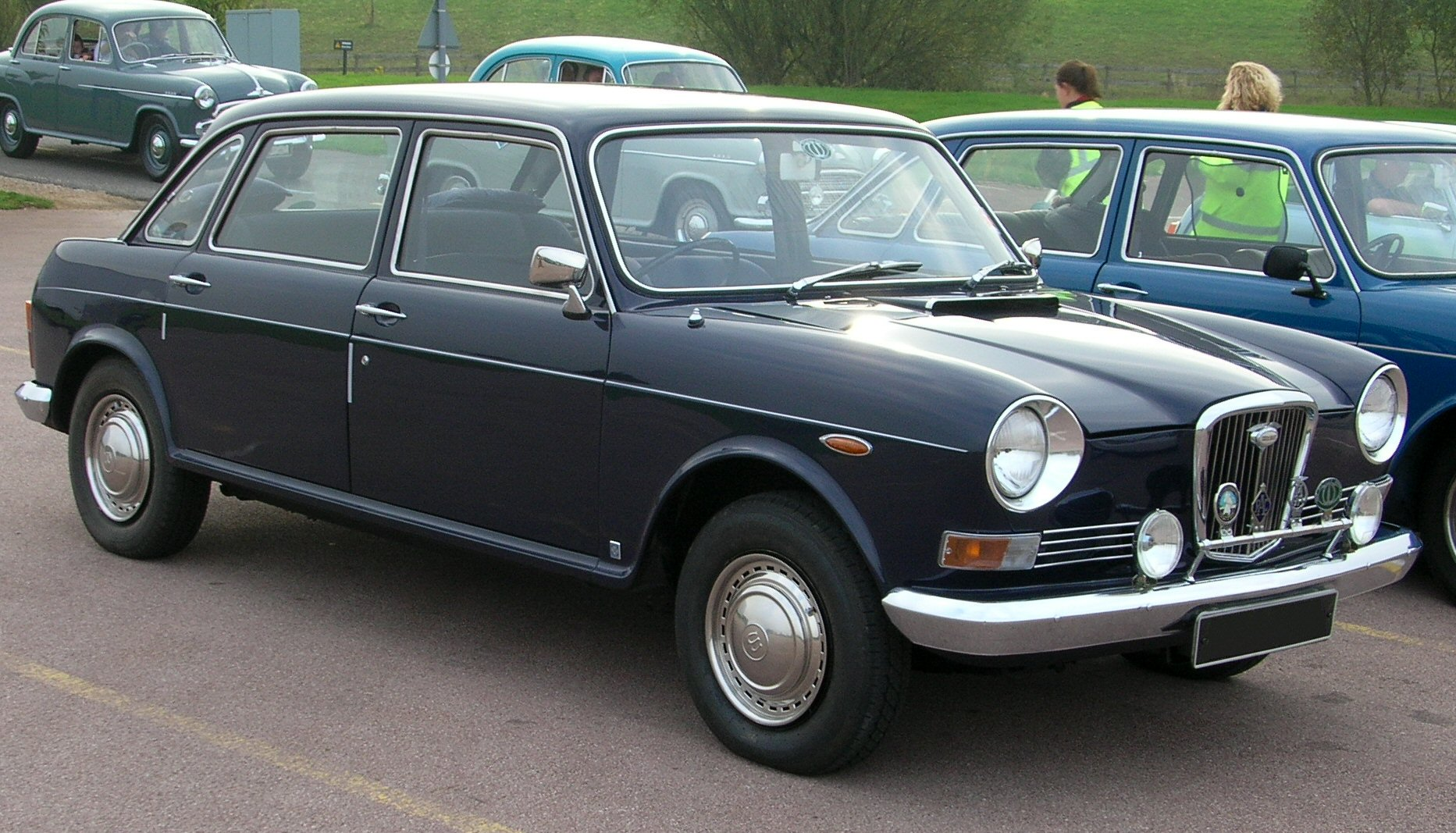
Una Wolseley "Six" del 1972

Le vendite della Wolseley, specializzata in auto d'alta gamma, crebbero rapidamente. La situazione finanziaria era però disastrosa, tanto da entrare in amministrazione straordinaria nel 1926. All'acquisto della Casa di Birmingham si interessarono la Austin, la General Motors e la Morris. Fu quest'ultima a rilevare la Wolseley, trovandosi così a disporre di una gamma di vetture di prestigio. Nel 1935 la Wolseley divenne sussidiaria della Morris, e le autovetture Wolseley furono basate sulle Morris.
Dopo la guerra, la produzione delle Wolseley si spostò ad Oxford, mentre le vetture erano basate sulle contemporanee Morris. Con la fusione tra Austin e Morris nel 1951 e la conseguente nascita della British Motor Corporation, le Wolseley persero la loro individualità, dividendo con le MG e le Riley telai, carrozzerie e motori. I modelli della Casa diventarono semplicemente delle “variazioni” su modelli del gruppo Austin-Morris, come la 15/60 del 1958 (derivata dalla Austin Cambridge/Morris Oxford e disegnata da Pininfarina), o la Hornet (1961), che altro non era se non una Mini con un terzo volume.
Con la fusione tra BMC e Leyland nella British Leyland (1969) il marchio Riley (le cui vetture, dal 1957, altro non erano che delle Wolseley con poche modifiche) venne eliminato, mentre quello Wolseley venne utilizzato solo sulla Six, versione con motore “2200” a 6 cilindri della Austin 1800, costruita sino al 1975, anno in cui fu sostituita dalla serie 18-22, ovvero la Leyland Princess, con il glorioso marchio inglese. Il marchio Wolseley fu utilizzato sulla "Princess" solo da marzo a ottobre del '75, per poi essere soppresso.
Attualmente il marchio Wolseley Motors LTD è di proprietà della cinese SAIC, che lo ha acquistato dal fallimento del gruppo MG Rover i cui diritti sul marchio si limitano alla eventuale produzione di ricambi o componenti ma non autovetture.

## Modelli prodotti

### Modelli 1898 - 1915
| Modello         | Anni        | Cilindri | Cilindrata        |
| --------------- | ----------- | -------- | ----------------- |
| Wolseley 3 ½ hp | 1898 - 1900 | 1        | 1.296 cm³         |
| Wolseley 5 hp   | 1901 - 1904 | 1        | 1.296 cm³         |
| Wolseley 6      | 1905 - 1909 | 1        | 1.246 – 1296 cm³  |
| Wolseley 7 ½    | 1902 - 1909 | 1        | 809 cm³           |
| Wolseley 8      | 1906 - 1910 | 2        | 1.635 cm³         |
| Wolseley 10     | 1901 - 1904 | 2        | 2.593 cm³         |
| Wolseley 12     | 1905 - 1909 | 2        | 2.492 – 2.593 cm³ |
| Wolseley 12/16  | 1910 - 1912 | 4        | 2.226 – 2.373 cm³ |
| Wolseley 16     | 1906 - 1910 | 4        | 3.335 cm³         |
| Wolseley 16/20  | 1910 - 1915 | 4        | 3.080 cm³         |
| Wolseley 20/28  | 1911 - 1912 | 4        | 4.250 cm³         |
| Wolseley 24     | 1902 - 1910 | 4        | 5.187 cm³         |
| Wolseley 24/30  | 1911 - 1915 | 6        | 4.961 cm³         |
| Wolseley 30/34  | 1911        | 4        | 5.558 cm³         |
| Wolseley 30/40  | 1914 - 1915 | 6        | 6.864 cm³         |
| Wolseley 35/40  | 1912        | 4        | 5.981 cm³         |
| Wolseley 40     | 1911        | 4        | 7.096 cm³         |
| Wolseley 45     | 1902        | 3        | 8.442 cm³         |
| Wolseley 50     | 1911 - 1915 | 6        | 8.928 cm³         |
| Wolseley Racing | 1901        | 4        | 2.600 cm³         |

### Modelli 1919 - 1948
| Modello                 | Anni        | Cilindri / Valvole | Cilindrata        | Potenza          |
| ----------------------- | ----------- | ------------------ | ----------------- | ---------------- |
| Wolseley 7              | 1922 - 1925 | 2 / sv             | 983 cm³           |                  |
| Wolseley 8              | 1946 - 1948 | 4 / ohv            | 918 cm³           | 33 bhp (24,2 kW) |
| Wolseley 9              | 1934 - 1935 | 4 / ohv            | 1.018 cm³         |                  |
| Wolseley 10             | 1920 - 1925 | 4 / ohc            | 1.260 cm³         |                  |
| Wolseley 10             | 1939 - 1948 | 4 / ohv            | 1.140 cm³         | 40 bhp (29 kW)   |
| Wolseley 10/40          | 1936 - 1937 | 4 / ohv            | 1.292 cm³         |                  |
| Wolseley 11/22          | 1925 - 1929 | 4 / ohv            | 1.261 cm³         |                  |
| Wolseley 12             | 1938 - 1948 | 4 / ohv            | 1.548 cm³         | 44 bhp (32 kW)   |
| Wolseley 12/32          | 1928 - 1930 | 4 / ohv            | 1.532 cm³         |                  |
| Wolseley 14             | 1923 - 1926 | 4 / sv             | 2.613 cm³         |                  |
| Wolseley 14             | 1935 - 1937 | 6 / ohv            | 1.604 cm³         |                  |
| Wolseley 14             | 1938 - 1948 | 6 / ohv            | 1.818 cm³         | 55 bhp (40 kW)   |
| Wolseley 14/56          | 1937 - 1939 | 6 / ohv            | 1.818 cm³         |                  |
| Wolseley 15/40          | 1921 - 1925 | 4 / ohc            | 2.614 cm³         |                  |
| Wolseley 16             | 1933 - 1934 | 6 / ohc            | 2.025 cm³         | 50 bhp (37 kW)   |
| Wolseley 16             | 1936 - 1938 | 6 / ohv            | 2.062 cm³         |                  |
| Wolseley 16/20          | 1919 - 1921 | 4 / sv             | 3.079 cm³         |                  |
| Wolseley 16/35          | 1925 - 1927 | 4 / sv             | 2.614 cm³         |                  |
| Wolseley 16/45          | 1927 - 1933 | 6 / ohc            | 2.025 cm³         |                  |
| Wolseley 16/65          | 1938 - 1939 | 6 / ohv            | 2.062 cm³         | 67 bhp (49 kW)   |
| Wolseley 18             | 1935        | 6 / ohv            | 2.299 cm³         |                  |
| Wolseley 18             | 1939 - 1940 | 6 / ohv            | 2.321 cm³         | 85 bhp (62,5 kW) |
| Wolseley 18/80          | 1938        | 6 / ohv            | 2.322 cm³         |                  |
| Wolseley 20             | 1921 / 1925 | 6 / sv             | 3.921 cm³         |                  |
| Wolseley 21             | 1936 - 1940 | 6 / ohv            | 2.916 cm³         | 90 bhp (66 kW)   |
| Wolseley 21/60          | 1928 - 1931 | 8 / ohv            | 2.681 cm³         |                  |
| Wolseley 21/60          | 1929 - 1935 | 6 / ohc            | 2.677 cm³         |                  |
| Wolseley 24/30          | 1919 - 1925 | 6 / sv             | 4.962 – 5.344 cm³ |                  |
| Wolseley 24/55          | 1925        | 6 / sv             | 3.921 cm³         |                  |
| Wolseley 25             | 1936 - 1948 | 6 / ohv            | 3.485 cm³         | 105 bhp (77 kW)  |
| Wolseley 30/40          | 1919 - 1921 | 6 / sv             | 6.863 cm³         |                  |
| Wolseley 32/80          | 1929 - 1930 | 8 / ohv            | 4.022 cm³         |                  |
| Wolseley Hornet         | 1930 - 1936 | 6 / ohc            | 1.271 - 1.378 cm³ | 47 bhp (34,5 kW) |
| Wolseley Hornet Special | 1932 - 1935 | 6 / ohc            | 1.378 - 1.604 cm³ |                  |
| Wolseley Viper          | 1931        | 6 / ohc            | 2.025 cm³         |                  |
| Wolseley Wasp           | 1936        | 4 / ohc            | 1.069 cm³         | 32 bhp (23,5 kW) |

### Modelli 1948 - 1975
| Modello              | Anni        | Cilindri / Valvole | Cilindrata    | Potenza                    |
| -------------------- | ----------- | ------------------ | ------------- | -------------------------- |
| Wolseley 4/44        | 1952 - 1956 | 4 / ohv            | 1.250 cm³     | 46 bhp (34 kW)             |
| Wolseley 4/50        | 1948 - 1953 | 4 / ohc            | 1.476 cm³     | 51 bhp (38 kW)             |
| Wolseley 6/80        | 1948 - 1954 | 6 / ohc            | 2.215 cm³     | 72 bhp (53 kW)             |
| Wolseley 6/90        | 1954 - 1959 | 6 / ohv            | 2.639 cm³     | 95 - 101 bhp (70 - 75 kW)  |
| Wolseley 6/99        | 1959 - 1961 | 6 / ohv            | 2.912 cm³     | 102 bhp (86 kW)            |
| Wolseley 6/110       | 1961 - 1968 | 6 / ohv            | 2.912 cm³     | 120 bhp (88 kW)            |
| Wolseley 15/50       | 1956 - 1958 | 4 / ohv            | 1.489 cm³     | 50 - 55 bhp (37 - 40 kW)   |
| Wolseley 15/60       | 1958 - 1961 | 4 / ohv            | 1.489 cm³     | 55 bhp (40 kW)             |
| Wolseley 16/60       | 1961 - 1971 | 4 / ohv            | 1.622 cm³     | 61 bhp (45 kW)             |
| Wolseley 18/85       | 1967 - 1972 | 4 / ohv            | 1.798 cm³     | 84 - 96 bhp (62 - 70,5 kW) |
| Wolseley 24/80       | 1962 - 1965 | 6 / ohv            | 2.433 cm³     | 80 - 84 bhp (59 - 62 kW)   |
| Wolseley 1100        | 1965 - 1968 | 4 / ohv            | 1.098 cm³     | 55 bhp (40 kW)             |
| Wolseley 1300        | 1967 - 1973 | 4 / ohv            | 1.275 cm³     | 60 - 65 bhp (44 - 48 kW)   |
| Wolseley 1500        | 1958 - 1965 | 4 / ohv            | 1.489 cm³     | 50 bhp (37 kW)             |
| Wolseley 2200        | 1975        | 6 / ohv            | 2.227 cm³     | 100 bhp (74 kW)            |
| Wolseley Hornet      | 1961 - 1970 | 4 / ohv            | 848 – 998 cm³ | 34 - 38 bhp (25 - 28 kW)   |
| Wolseley Oxford Taxi | 1947 - 1953 | 4 / ohv            | 1.802 cm³     |                            |
| Wolseley Six         | 1972 - 1975 | 6 / ohv            | 2.227 cm³     | 100 bhp (74 kW)            |
| Wolseley 18-22       | 1975        | 6 / ohv            | 2.227 cm³     | 105 bhp (77 kW)            |